# Знахаренко, Дмитрий Сергеевич
Дмитрий Сергеевич Знахаренко (бел. Дзмітрый Сяргеевіч Знахарэнка; 4 августа 1993, Гомель, Белоруссия) — белорусский профессиональный хоккеист, защитник. Игрок сборной Белоруссии. Лучший защитник сборной Белоруссии на чемпионате мира в Риге в 2021 году.

## Биография
Воспитанник хоккейного клуба «Гомель». Начал играть в хоккей в шестилетнем возрасте.
В начале профессиональной карьеры выступал за «Динамо-Шинник» из Бобруйска и «Динамо» из Молодечно.
В ноябре 2013 года перешёл из родного «Гомеля» в «Динамо-Шинник». В 2014 году перешёл в выступающий в белорусской Экстралиге новый клуб «Динамо-Молодечно», являющийся фарм-клубом минского «Динамо». Уже в августе 2015 года подписал контракт с минским «Динамо», перейдя в клуб из фарма в Молодечно. Спортсмен выбрал 73-й номер, поскольку привычный 75-й был занят. В июне 2016 года подписал соглашение с клубом ещё на два сезона.
8 марта 2018 стал отцом.

В июле 2020 года продлил контракт ещё на один сезон с минским «Динамо». 11 января 2021 года после домашнего матча с «Металлургом» заявил: 
«<…> Почему у меня больше 70 блокированных бросков? Нет, я не сделан из стали, просто родился рядом с Чернобылем». 
Фраза стала мемом, так что партнёры по команде в раздевалке на месте Знахаренко повесили импровизированную табличку «Danger. Radiation hazard» и знаком радиационной опасности. За сезон 2020/21 провёл 62 игры и отдал шесть результативных передач. Всего в составе минского «Динамо» играл 6 сезонов. По состоянию на 11 июня 2021 года в КХЛ Захарченко провёл 262 матча, набрав при этом 21 очко: 3 шайбы и 18 передач.
Впервые сыграл в составе сборной Белоруссии на чемпионате мира в Риге в 2021 году. В итоге провёл 6 матчей и был признан лучшим защитником сборной на чемпионате.
В июне 2021 года подписал однолетний контракт с хабаровским «Амуром».